# Oakland, Susquehanna County, Pennsylvania
Oakland är en ort i Susquehanna County i delstaten Pennsylvania, USA.